# Cali Sheldon
Cali Sheldon (17 de junio de 2002) es una actriz estadounidense, reconocida por haber interpretado el papel de la pequeña Emma en la popular serie de televisión Friends y por su participación en la película de terror de Jordan Peele Us (2019), donde personificó a Becca Tyler y a su doppelgänger, Io.

## Carrera
Sheldon nació el 17 de junio de 2002 y al poco tiempo realizó una aparición en la popular serie de televisión Friends, donde interpretó el papel de Emma, la hija de los personajes de Ross Geller y Rachel Green en la serie. Su hermana gemela, Noelle, también se encargó de realizar el mismo papel cuando Cali no estaba disponible. Poco tiempo después apareció nuevamente como actriz infantil en la película de Emily Skopov Novel Romance y en la serie de televisión Life, donde interpretó a Darcy Gibney.
En la década de 2010 apareció en varios cortometrajes, en algunos de ellos acompañada de su hermana. Fue seleccionada para interpretar el papel de Becca Tyler y el de su doppelgänger Io en la aclamada película de Jordan Peele Us, en la que también apareció su hermana Noelle. La cinta fue estrenada a nivel mundial el 22 de marzo de 2019.

## Filmografía

### Cine
| Año  | Título        | Papel            |
| ---- | ------------- | ---------------- |
| 2006 | Novel Romance | Emma             |
| 2012 | Winner        |                  |
| 2012 | Agorable      | Katie            |
| 2013 | Maxwell       |                  |
| 2016 | Rougarou      | Sabine           |
| 2019 | Us            | Becca Tyler / Io |

### Televisión
| Año     | Título  | Papel        |
| ------- | ------- | ------------ |
| 2003-04 | Friends | Emma         |
| 2007    | Life    | Darcy Gibney |